# Múscul soli
El múscul  soli  (musculus soleus) és un múscul ample i gruixut a la part posterior inferior de la cama, per sota dels bessons. En humans i altres mamífers, el soli discorre des de just sota el genoll fins al taló, i entre les seves funcions es troba mantenir-nos dempeus i el gest de caminar. Està molt relacionat amb els bessons, i alguns anatomistes els consideren un múscul sol, el tríceps sural. La denominació soli prové del llatí solea, que significa sandàlia. No tots els mamífers tenen múscul soli: per exemple els gossos no en tenen; mentre que en els cavalls és un òrgan vestigial.

## Inserció
S'insereix per la part superior al cap, vora i cara posterior del peroné, en la línia obliqua i vora interna de la tíbia i en l'arc del soli, per la part inferior, a una aponeurosi que s'estreny i contribueix, amb els bessons, a formar el tendó d'Aquil·les, a la cara posterior del calcani.

## Funció
La principal funció dels músculs de la part baixa de la cama, incloent el soli, és la flexió plantar (augmenten l'angle entre el peu (anatomia) i la cama. Són músculs forts i són vitals per a caminar, córrer i ballar. El soli té un paper molt important en mantenir-nos dempeus; si no fos per la seva acció constant, el cos ens cauria endavant.
A més, estant dempeus, el soli és responsable del retorn de la sang venosa cap al cor, i normalment és conegut com el múscul-bomba esquelètic, el cor perifèric o la bomba sural tricipital.
El múscul soli té una proporció més alta de fibra muscular lenta que altres músculs. En alguns animals, com el Conillet d'índies o el gat, el soli està fet al 100% de fibra muscular lenta. El soli humà té una composició que varia entre el 60 i el 100% de fibra muscular lenta.